# Jamale Aarrass
Jamale Aarrass (Bezons, 15 novembre 1981) è un mezzofondista francese.
Subì una squalifica di due anni per doping, dal settembre 2005 al settembre 2007.
Si è qualificato per partecipare alla gara dei 1500 metri ai Giochi olimpici di Londra 2012.

## Progressione

### 1500 metri outdoor
| Stagione | Risultato | Luogo       | Data      | Rank. Mond. |
| -------- | --------- | ----------- | --------- | ----------- |
| 2012     | 3'34"85   | Los Angeles | 18-5-2012 |             |
| 2011     | 3'37"77   | Kortrijk    | 9-7-2011  |             |
| 2010     | 3'37"49   | Marsiglia   | 5-6-2010  |             |
| 2009     | 3'38"60   | Casablanca  | 14-6-2009 |             |

### 800 metri indoor
| Stagione | Risultato | Luogo    | Data      | Rank. Mond. |
| -------- | --------- | -------- | --------- | ----------- |
| 2011     | 1'48"52   | Eaubonne | 23-1-2011 |             |
| 2009     | 1'48"32   | Vienna   | 3-2-2009  |             |
| 2008     | 1'48"32   | Vienna   | 29-1-2008 |             |

## Palmarès
| Anno | Manifestazione  | Sede   | Evento       | Risultato | Prestazione | Note |
| ---- | --------------- | ------ | ------------ | --------- | ----------- | ---- |
| 2011 | Europei indoor  | Parigi | 1500 m piani | 8º        | 3'44"08     |      |
| 2012 | Giochi olimpici | Londra | 1500 m piani | Batteria  | 3'45"13     |      |

## Campionati nazionali
2009
- ai campionati francesi di atletica leggera, 800 m